# John Wick (pel·lícula)
John Wick és una pel·lícula d'acció estatunidenca de 2014, dirigida per Chad Stahelski, produïda per David Leitch, escrita per Derek Kostad i protagonitzada per Keanu Reeves. Fou estrenada el 24 d'octubre de 2014.
La història se centra en John Wick (Reeves), buscant als homes que van irrompre a sa casa, li van robar el seu antic cotxe (Ford Mustang de 1969) i matar el seu gos, que fou l'últim regal per a ell de la seva recentment morta dona (Moynahan). Stahelski i David Leitch van dirigir la pel·lícula junts, però només es va acreditar a Stahelski.
Kolstad havia completat el guió en 2012 i el va desenvolupar encara més per Thunder Road Pictures. La pel·lícula fou produïda per Basil Iwanyk de Thunder Road Pictures, Leitch, Eva Longoria i Michael Witherill. Marca el debut com a director de Stahelski i Leitch com equip després de nombrosos crèdits separats com a directors de segona unitat i coordinadors d'acrobàcies. Anteriorment, havien treballat amb Reeves com dobles de risc en la trilogia de The Matrix.
L'enfocament de Stahelski i Leitch per a les escenes d'acció es va basar en la seva admiració per l'anime i les pel·lícules d'arts marcials. La pel·lícula utilitzà coreografies de lluita i tècniques de Gun Fu del cine d'acció de Hong Kong. La pel·lícula també és un homenatge d'obres com The Killer de John Woo, Le Cercle Rouge i Le Samouraï de Jean-Pierre Melville, Point Blank de John Boorman i les pel·lícules de Spaghetti western.
La pel·lícula va rebre crítiques positives i els crítics la van qualificar d'una de les millors actuacions de Reeves i una de les millors pel·lícules d'acció de 2014. Va recaptar 86 milions de dòlars en tot el món amb un pressupost de producció de 20 milions. Dues seqüeles, John Wick: Chapter 2 i John Wick: Chapter 3 - Parabellum, es van estrenar en febrer de 2017 i maig de 2019, respectivament, amb un èxit comercial i crític comparable, amb una altra continuació, John Wick: Chapter 4, programada pel seu estrena en març de 2023. També és l'única pel·lícula de la sèrie distribuïda per Summit Entertainment, ja que les altres pel·lícules són distribuïdes per Lionsgate Films.

## Franquícia
John Wick és una franquícia de cinema d'acció nord-americana creada per Derek Kolstad i centrada en John Wick, un antic sicari que es veu obligat a tornar a l'inframón criminal que havia abandonat anteriorment.

La franquícia va començar amb el llançament de John Wick el 2014, seguit de tres seqüeles: el capítol 2 el 2017, el capítol 3 - Parabellum el 2019 i el capítol 4 el 2023. S'estan produint dos spin-off : la sèrie limitada The Continental el 2023 i la pel·lícula Ballerina el 2024, també s'està desenvolupant una cinquena entrega, originalment pensada per rodar-la com a continuació de la quarta pel·lícula. 
Les pel·lícules han estat aclamades per la crítica i han obtingut una recaptació col·lectiva de més de 831 milions de dòlars a tot el món.